# بروس ریوچ
 بروس ریوچ  (به انگلیسی: Bruce Rioch) (زاده ۳۰ آوریل ۱۹۴۷) بازیکن سابق و مربی فوتبال اهل انگلستان است. وی سابقه بازی در تیم‌های استون ویلا و اورتون و مربی‌گری در تیم آرسنال و بولتون را دارد.